# Šiprage
Šiprage (cu litere chirilice Шипраге)  este așezare administrativă a Republicii Srpska și al mare local așezare al Bosniei și Herțegovinei, cu o populație de 788 locuitori (2013.).

## Așezare
Banja Luka se află în nord-vestul Bosniei și Herțegovinei, pe malul râului Vrbanja și al afluenților acestuia Ćorkovasc, Crkvenica, și  Demićka  care au ca gură de vărsare această localitate. Šiprage are o  întindere de 20 km². Altitudinea medie este de 520 m și este înconjurat de dealuri.

## Clima
În domeniul Šiprage guvernului continental moderat clima. Este în mod clar diferite anotimpuri: primăvara, vara. toamna și iarna.
Pe termen lung („istorice“) indicatori de climă în Šiprage

## Populație

### Liste
- 1931. și 1953: Municipalitatea Šiprage[6]

### 1971-2013
| ŠiprageTotal 2013.: 788 |              |              |              |
| Ani                     | 1991.        | 1981.        | 1971.        |
| Musulman /Bosniaci      | 745 (78,25%) | 711 (60,10%) | 422 (51,33%) |
| Sârbi                   | 168 (17,64%) | 320 (27,04%) | 370 (45,01%) |
| Croați                  | 1 (0,10%)    | 6 (0,50%)    | 0            |
| Iugoslavi               | 32 (3,36%)   | 136 (11,49%) | 21 (2,55%)   |
| Rămas                   | 6 (0,63%)    | 10 (0,84%)   | 9 (1,09%)    |
| Total                   | 952          | 1.183        | 822          |